# Heinrich Wieditz
Heinrich Wieditz (* 24. Oktober 1929) ist ein deutscher Ingenieur, dessen Name besonders mit Erfolgen der Unternehmen Zündapp, Hercules und KTM im Motorrad-Geländesport verbunden ist.

## Leben
Nach einer Lehre bei den Junkers-Flugzeugwerken in Dessau arbeitete Wieditz in den ersten Nachkriegsjahren zunächst als Prüfstandsmechaniker bei Kreidler in Kornwestheim, bevor er Ende der 1950er Jahre als Rennmechaniker zu Porsche wechselte und später in Hans Mezgers Motorsportabteilung als Konstrukteur tätig war. 1969 zog es ihn wieder zu den Zweirädern in die Sportabteilung von Zündapp. Die Münchner waren im Motorrad-Geländesport schon erfolgreich, unter Wieditz wurden die Werksmaschinen beinahe unschlagbar. Zu den Erfolgen gehörten 28 Deutsche Meisterschaften und 27 Europameisterschaften, der Sieg bei der Sechstagefahrt 1975 auf der Isle of Man und die Motocross-Vizeweltmeisterschaft in der 125-cm³-Klasse durch Gilbert De Roover. Nach seinem Wechsel zu Hercules konnte auch der fränkische Hersteller wieder an frühere Erfolge im Offroad-Sport anknüpfen.
1982 war Wieditz dann bei BMW, der letzten Station seines beruflichen Wirkens, an der Entwicklung des 1350 PS starken 1,5-Liter-Turbomotors beteiligt, mit dem Nelson Piquet 1983 die Formel-1-Weltmeisterschaft gewann.